# W krzywym zwierciadle: Witaj, Święty Mikołaju
W krzywym zwierciadle: Witaj, święty Mikołaju lub Świąteczne Wakacje (ang. National Lampoon’s Christmas Vacation) – amerykański film komediowy z 1989 roku w reżyserii Jeremiaha Chechika.

## Fabuła
Rodzina Griswoldów postanawia spędzić wspólne, rodzinne święta Bożego Narodzenia. Clark zaprasza swoich rodziców i teściów, co okazuje się nietrafionym pomysłem. Zwaśnione rody spotykają się przy świątecznym stole, jednak niespodziewanie zjawiają się: kuzyn Eddie razem z małżonką, dwójką dzieci oraz niesfornym psem. Na święta przyjeżdżają również wuj Lewis i ciotka Bethany. Wszystkie plany ulegają zmianie, co doprowadza do różnych kuriozalnych sytuacji.

## Obsada
- Clark Wilhelm Griswold Jr. – Chevy Chase
- Eddie Johnson – Randy Quaid
- Audrey Griswold – Juliette Lewis
- Ellen Griswold – Beverly D’Angelo
- Russell 'Rusty' Griswold – Johnny Galecki
- Clark Wilhelm Griswold, Sr – John Randolph
- Nora Griswold – Diane Ladd
- Art Smith – E.G. Marshall
- Frances Smith – Doris Roberts
- Catherine Johnson – Miriam Flynn
- Rocky Johnson – Cody Burger
- Ruby Sue Johnson – Ellen Hamilton Latzen
- Wuj Lewis – William Hickey
- ciotka Bethany – Mae Questel
- Bill – Sam McMurray
- Todd Chester – Nicholas Guest
- Margo Chester – Julia Louis-Dreyfus
- Mary – Nicolette Scorsese
- Frank Shirley – Brian Doyle-Murray
- Helen Shirley – Natalia Nogulich